# Samjiyon
O Condado de Samjiyon é um kun, ou condado, na província de Ryanggang, Coreia do Norte. O nome deriva de três lagos do condado, conhecidos coletivamente como Lago Samji. Samjiyŏn está situado próximo ao Monte Paektu, e grupos de turismo voam para o aeroporto do distrito para poder ver a montanha, que tem um importante significado na mitologia norte-coreana. 
Muitas casas e edifícios em Samjiyon foram reformados recentemente e muitos novos edifícios, incluindo um centro de recreação para jovens, foram concluídos em 2005. As atividades mais populares em Samjiyŏn são o esqui e várias atividades para crianças em idade escolar, que usam a área circundante ao Monte Paektu para realizarem atividades semelhantes ao escotismo durante as férias ou passeios escolares. Em dezembro de 2019, Kim Jong-un inaugurou uma expansão completa do condado, descrita pela mídia estatal como uma cidade "moderna", com residências e parques industriais.

## Divisões administrativas
O condado de Samjiyon é dividido em 1 ŭp (cidade) e 10 rodangjagu (distritos de trabalhadores): 
| - Samjiyŏn-ŭp (삼지연 읍) - Chunghŭng-rodongjagu (중흥 로동자 구) - Homul-lodongjagu (호물 로동자 구) - Hŭnggye-rodongjagu (흥 계수 로동자 구) - Mubong-rodongjagu (무봉 로동자 구) - Paektusan Mir'yŏng-rodonjagu (백두산 밀영 로동자 구) - Posŏ-rodongjagu (보 서로 동 자구) - P'ot'ae-rodongjagu (포태 로동자 구) - Rimyŏngsu-rodongjagu (리명수 로동자 구) - Sinmusŏng-rodongjagu (신무성 로동자 구) - T'ongnam-rodongjagu (통남 로동자 구) |

## Transporte

### Ar

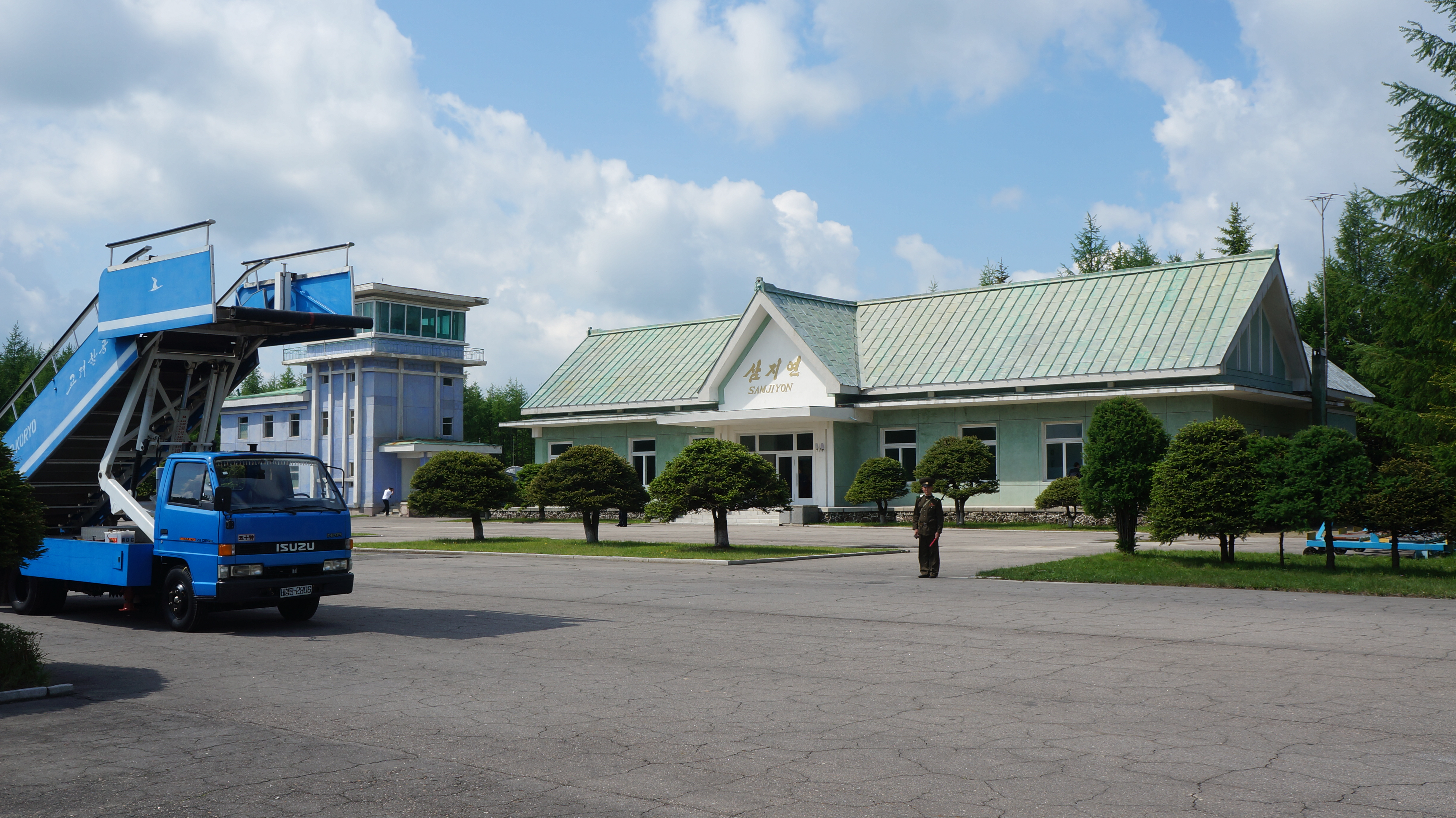
Aeroporto de Samjiyŏn

O condado de Samjiyŏn é servido pela Força Aérea Popular da Coreia, em conjunto com a transportadora Air Koryo, que opera voos regulares e serviços de fretamentos entre Samjiyŏn e Pyongyang, Wonsan e Chongjin. Em 2005, o aeroporto foi fechado devido a grandes reformas, que foram parcialmente subscritas pela corporação Hyundai. 

### Ferrovia
O condado de Samjiyon também é servido pela linha Samjiyon da ferrovia de via estreita da Ferrovia Estatal Coreana. A construção de uma nova linha, com 78 quilômetros, ligando Pukbunaeryuk, em Hyesan, a Samjiyon está em andamento desde 2008, com 80% da pavimentação e 70% das estruturas da linha tendo sido concluídos em junho de 2015; a nova estação terminal será no distrito de Chunghung, Samjiyon.

#### Estação Ferroviária Hyesan No.1 / Wangdok
A atual estação de trem presidencial está localizada próxima de Uihwa-ri, no condado de Pochon, Ryanggang, em um desfiladeiro muito estreito, o que dificulta o ataque aéreo. As instalações desta estação são muito mais sofisticadas do que a estação civil Hyesan Chongnyon, nas proximidades. Oficialmente chamada Estação Ferroviária Hyesan No.1, é conhecida como Estação Wangdok devido à estação original de 1985 ter sido construída a somente 2 quilômetros de Wangdok. 
A primeira estação foi construída em 1985, mas como era facilmente vista da China, em 1989 foi destruída e movida para um segundo local, a 2 quilômetros ao norte da atual terceira localização. No entanto, ao inspecionar as instalações já concluídas, Kim Il-sung considerou-as inadequadas, pois eram passíveis de serem vistas desde as montanhas em território chinês. Ordenando uma terceira reconstrução, a segunda estação acabou sendo tomada pela Samjiyon Precision Machinery Factory (a Fábrica de Munições nº 95) após a conclusão da atual terceira localização, em 1992. Esta terceira estação está localizada diretamente na Estrada Turística da Montanha Paektu, que dá acesso direto ao complexo do palácio de Kim Il-sung. 20 funcionários civis e dois esquadrões militares protegem a área imediatamente ao redor da estação. Durante a visita presidencial anual, geralmente em julho ou agosto, toda a população civil é empregada para limpar o sistema de transporte e o ambiente local. 

## Turismo

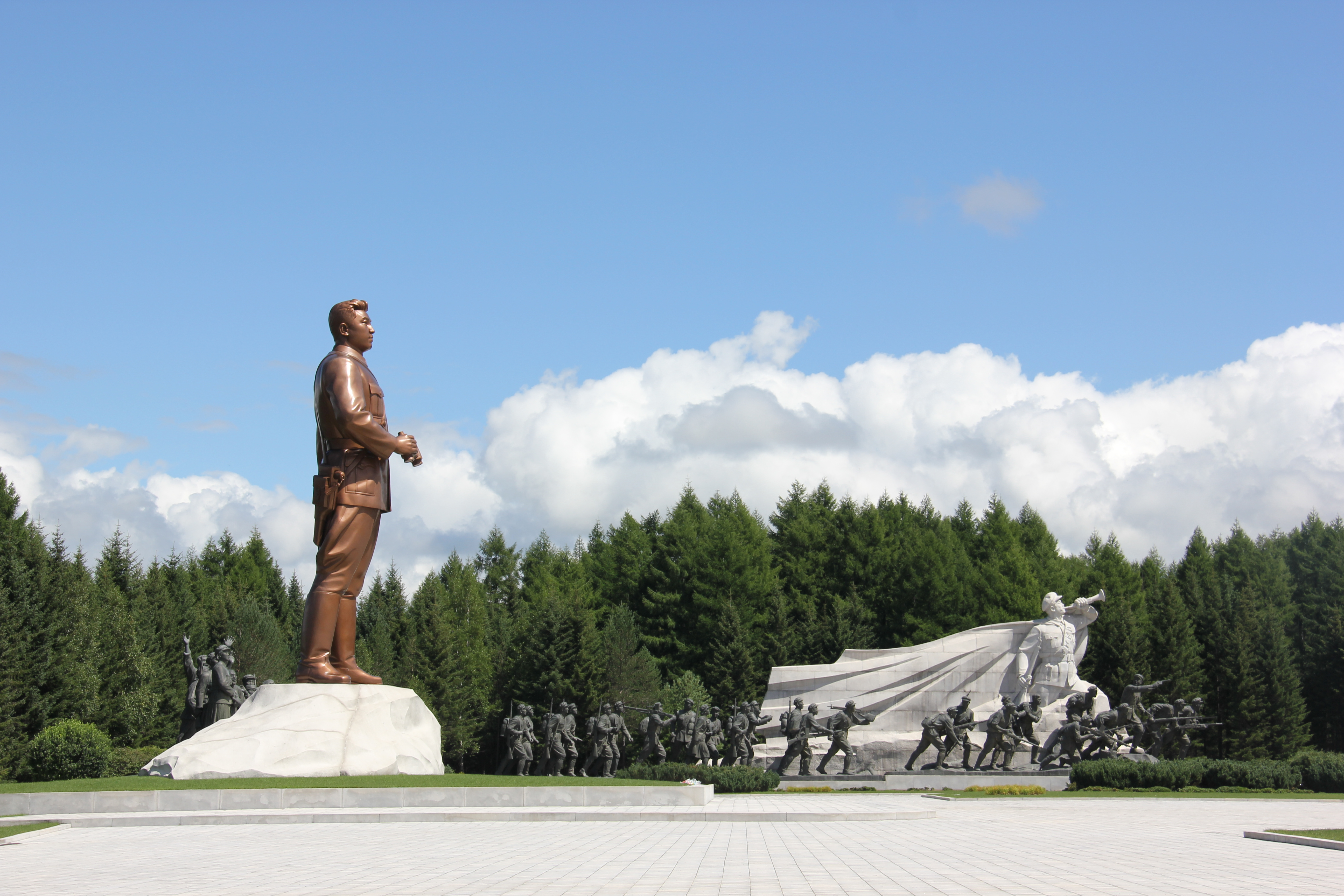
O Grande Monumento de Samjiyon

O Grande Monumento de Samjiyon consiste de quatro grupos de esculturas chamadas em inglês de On the Battlefield, Fatherland, Longing e Forwards.

## Palácios presidenciais
Samjiyon foi um destino de férias para dois presidentes da Coreia do Norte. Kim Il-sung e Kim Jong-il estabeleceram palácios e complexos na área, acessados por uma estação ferroviária especialmente desenvolvida e exclusiva para o trem presidencial. 

## Clima
Samjiyon possui um clima subártico (de acordo com a classificação climática Köppen-Geiger) com verões frescos e invernos frios e secos. 
| Dados climatológicos para Samjiyon | Dados climatológicos para Samjiyon | Dados climatológicos para Samjiyon | Dados climatológicos para Samjiyon | Dados climatológicos para Samjiyon | Dados climatológicos para Samjiyon | Dados climatológicos para Samjiyon | Dados climatológicos para Samjiyon | Dados climatológicos para Samjiyon | Dados climatológicos para Samjiyon | Dados climatológicos para Samjiyon | Dados climatológicos para Samjiyon | Dados climatológicos para Samjiyon | Dados climatológicos para Samjiyon |
| Mês                                | Jan                                | Fev                                | Mar                                | Abr                                | Mai                                | Jun                                | Jul                                | Ago                                | Set                                | Out                                | Nov                                | Dez                                | Ano                                |
| ---------------------------------- | ---------------------------------- | ---------------------------------- | ---------------------------------- | ---------------------------------- | ---------------------------------- | ---------------------------------- | ---------------------------------- | ---------------------------------- | ---------------------------------- | ---------------------------------- | ---------------------------------- | ---------------------------------- | ---------------------------------- |
| Temperatura máxima média (°C)      | −11,2                              | −8,7                               | −2,2                               | 7,4                                | 15,0                               | 18,5                               | 21,4                               | 19,9                               | 15,1                               | 8,3                                | −1,1                               | −9,2                               | 6,1                                |
| Temperatura mínima média (°C)      | −23,6                              | −21,8                              | −14,6                              | −6,1                               | 0,7                                | 6,3                                | 11,5                               | 9,8                                | 2,5                                | −5,2                               | −12,7                              | −20,8                              | −6,2                               |
| Precipitação (mm)                  | 10                                 | 11                                 | 21                                 | 46                                 | 72                                 | 127                                | 173                                | 172                                | 76                                 | 36                                 | 23                                 | 14                                 | 781                                |
| Fonte: Climate-Data.org            |                                    |                                    |                                    |                                    |                                    |                                    |                                    |                                    |                                    |                                    |                                    |                                    |                                    |

## Esporte
O condado possui um dos três prêmios de patinação de velocidade no gelo do país.